# ドーデ (小惑星)
ドーデ (11484 Daudet) は小惑星帯に位置する小惑星。ベルギーの天文学者エリック・ヴァルター・エルストがヨーロッパ南天天文台で発見した。
『アルルの女』を含む短編集『風車小屋だより』などで有名なフランスの小説家、アルフォンス・ドーデに因んで命名された。